# Artículo Veintisiete Constitucional
Artículo Veintisiete Constitucional är en ort i Mexiko.   Den ligger i kommunen Álamo Temapache och delstaten Veracruz, i den sydöstra delen av landet, 220 km nordost om huvudstaden Mexico City. Artículo Veintisiete Constitucional ligger 116 meter över havet och antalet invånare är 177.
Terrängen runt Artículo Veintisiete Constitucional är huvudsakligen platt, men norrut är den kuperad. Runt Artículo Veintisiete Constitucional är det ganska tätbefolkat, med 65 invånare per kvadratkilometer. Närmaste större samhälle är Temapache, 16,4 km öster om Artículo Veintisiete Constitucional. Trakten runt Artículo Veintisiete Constitucional består till största delen av jordbruksmark.